# Raymond Massiet
Pour les articles homonymes, voir Massiet.
Raymond Massiet, né Raymond Durand, alias « Commandant Dufresne », le 31 juillet 1908 à Paris et mort le 27 décembre 1995 à Saint-Aignan, est un résistant français.

## Biographie

### Origines et vie personnelle
Né à Paris le 30 juillet 1908, Raymond Durand est le fils de Paul Durand, boucher et de Louise Massiet, dont il prend le nom dans la Résistance.
Élevé chez les jésuites, il adhère à 17 ans à l'Action française et aux Camelots du Roi.
En 1935, il ouvre une école privée, le cours Frédéric Le Play, avenue de La Bourdonnais. Le 2 septembre 1939, il épouse Monique de Loynes de Fumichon, nièce de Francois-Xavier de Maistre, résistant a Lisieux, membre du réseau Buckmaster, fusille par les Allemands le 13 novembre 1943.
En 1953, il acquiert moyennant finances le nom de Keguelin de Rozières qu'il adjoint au sien en étant adopté par Marie Clémentine Keguelin de Rozières, portant officiellement le patronyme Durand de Keguelin de Rozières.

### Résistance
Après l'armistice de 1940, il fonde de petits groupes de résistants qui seront rattachés en mars 1944 au réseau Ceux de la Résistance que dirige Jean de Vogüé. Son cousin par alliance, Christian de Maistre (1926-1998), fils de François-Xavier de Maistre, rejoint en janvier 1944 le corps franc "Victoire", qu'il a fonde et dont la direction est assurée par Philippe Barat (alias Philippe de Sars).
Chef d'état-major des FFI pour la Seine, Raymond Massiet, alias commandant Dufresne, prend le contrôle de Paris-Soir le 20 août 1944 pour faire paraître les journaux de la Résistance. Il dirige ensuite les combats pour la Libération de Paris dans les 5e et 6e arrondissements. L'action du corps franc "Victoire", fondé par Massiet et dirigé par Philippe Barat (dit de Sars), a été racontée par Philippe Barat dans "Pavés sanglants" paru en 1945.
Il est fait compagnon de la Libération par décret du 20 janvier 1946.
Une plaque commémorative lui rend hommage au 39 avenue de la Bourdonnais (7e arrondissement de Paris), où il avait installé un PC clandestin avec le commandant Jean de Vogüé. Elle mentionne également le rôle du général Joinville-Malleret dans la Libération de Paris.

### Après-guerre
Partisan de l'Algérie française, il projette, le 26 juin 1962, à deux jours du procès de Roger Degueldre, d'attaquer le convoi du futur condamné sur le chemin du tribunal ou de la future exécution, pour le faire évader. Mais il est arrêté avant la réalisation de son plan et purge une peine de prison à Fresnes.
Libéré pour bonne conduite, il termine sa vie dans son château du Gué-Péan à Monthou-sur-Cher où il meurt le 27 décembre 1995.

## Décorations
- Compagnon de la Libération par décret du 20 Janvier 1946
- Croix de guerre 1939–1945 (4 citations)
- Médaille de la Résistance française par décret du 24 avril 1946

## Publications
- La préparation de l'insurrection et la bataille de Paris, Payot, Paris, 1945, préface de Jean de Vogüé
- Le carnaval des libérés ou le Drame de ceux qui se disaient Français, Ed. Vautrain, Paris, 1952